# Копальня Кабанассес
Копальня Кабанассес — гірничодобувний майданчик на північному сході Іспанії, який здійснює видобуток калійних солей.
Ще в 1920-х роках бельгійська хімічна компанія Solvay узялась видобуток калійних солей з копальні Сурія. За три десятиліття по тому вирішили також залучити в розробку поклади, розташовані на протилежній околиці міста Сурія, де розпочали облаштування копальні Кабанассес. Важливими елементами останньої були два шахтні стовбури, а саме:
- шахта № 2, також відома як «Санта-Барбара», будівництво якої стартувало в 1954-му, а введення в експлуатацію припало на 1960 рік. Глибина шахти досягнула 417 метрів;
- шахта № 3, також відома як «Ана-Марія», будівництво якої стартувало в тому ж 1954 році, проте запуск в експлуатацію відбувся лише в 1967 році (при цьому сюди перемістили підйомний механізм з шахти № 2, яка отримала більш потужне обладнання). У 2002—2004 роках шахту № 3 модернізували зі збільшенням діаметра стовбура та поглибленням до 680 метрів.

Під час проведеної в 1967 році модернізації облаштували канатну дорогу завдовжки 1,6 км з пропускною здатністю 200 тонн на годину, що транспортувала підняту руду до збагачувальної фабрики Сурія.
В 1982 році Solvay відмовилась від копальні, що перейшла під контроль державної агенції INI, яка здійснювала контроль через акціонерне товариство Suria K. В 1998 році калійні копальні приватизували, при цьому їх придбала дочірня структура ізраїльської Israel Chemicals Ltd. (ICL) — компанія Iberpotash. У 2014 році Iberpotash була перейменована на ICL Iberia Suria & Sallent (назва пояснювалась тим, що вона також експлуатувала копальню Саллент, яка, втім, була остаточно зупинена у 2020 році).
У 2012 році шахту № 2 закрили. Втім, на той час вже запланували масштабну реконструкцію копальні зі спорудженням транспортного ухилу завдовжки 5,1 км, який досягає глибини у 800 (за іншими даними — 900) метрів. Ухил ввели в експлуатацію у 2021 році. Він виходить на поверхню неподалік від збагачувальної фабрики та дозволив припинити рух вантажівок з сіллю через місто Сурія.
Можливо також відзначити, що в каталонському соленосному басейні під час розробки на калій вилучають ще більший обсяг інших солей, передусім хлориду натрію. Ці відходи складують у териконі, що знаходиться поруч зі збагачувальною фабрикою Сурія та станом на середину 2010-х років досягнув висоти у 150 метрів. Втім, частина хлориду натрію з цього району все-таки може залучатись до господарської діяльності, наприклад, для забезпечення сировиною запущеного в першій половині 1970-х років електролізного заводу в Мартурелі.
У 2017 році створили компанію Sal Vesta Iberia, яка може щорічно постачати до 150 тисяч тонн солі високої чистоти, придатної для харчування людей та додавання у корм тваринам.